# Prospalta
Prospalta (in greco antico: Πρόσπαλτα?, Próspalta) era il nome di un demo dell'Attica, situato all'interno della regione, tra capo Zoster e Potamo. Attualmente il suo territorio è occupato dal villaggio di Keratia, come si può dedurre da numerose lapidi funerarie di abitanti di Prospalta in esso trovate.
Il demo possedeva un santuario di Demetra e Persefone. Inoltre si ritiene che ci fosse un tempio di Asclepio, che era mantenuto da un gruppo di sedici uomini provenienti da quattro famiglie.
Gli abitanti di Prospalta erano noti per la loro litigiosità: la prima opera teatrale di Eupoli, scritta nel 429 a.C., intitolata Uomini di Prospalta (in greco antico: Προσπάλτιοι?, Prospáltioi), criticava la politica di Pericle e procurò all'autore una querela.